# Roberto Flores (cantante)
 Roberto Flores (Buenos Aires, Argentina 29 de julio de 1907 –Medellín, Colombia, 9 de noviembre de 1981) cuyo nombre real era Domingo Patti y tenía el apodo de El Chato, fue un cantante y compositor. Nació en el barrio porteño de San Cristóbal y sus padres eran Jacinto Patti y Antonia Camargo. 

## Actividad profesional
Debutó en la actuación en el Teatro Smart en 1923 en la compañía teatral de Pisano en cual Antonia Volpe era primera actriz. Fue progresando en el canto y en la actuación y en 1937 lo contrató Enrique Rodríguez que acababa de formar su primera orquesta lo contrató y debutó en la animación de los bailes de Carnaval del Club Atlético River Plate. En sus actuaciones Enrique Rodríguez alternaba tangos, valses, milongas, foxtrots, pasodobles, polkas y rancheras, introducía instrumentos no convencionales y su repertorio, siempre variado, sólo contenía temas alegres o románticos que el público recibía y bailaba con entusiasmo y alegría y cuando hacía tango, se percibía el sonido brillante de una orquesta afiatada, con arreglos sencillos pero de buen gusto y con muy buenos vocalistas.
Durante 4 años Rodríguez y Flores permanecieron juntos y lograron un gran éxito, tanto por la cantidad y entusiasmo del público que concurría a sus actuaciones como por la venta de discos. Grabaron para la discográfica Odeon dos piezas de Víctor Acosta: el foxtrot Anita Lizana y el vals Ilusión, que tuvieron muy buena recepción y un récord de ventas en Chile; a ese primer disco siguieron el foxtrot de Cliff Friend y Dave Franklin, versión de Santiago Adamini, La calesita se destrozó, luego Ritmo de juventud, de Enrique Rodríguez e Ivo Pelay, el tango Mi muñequita, de Rodríguez y Alfredo Bigeschi y Clavelito en flor, de Enrique Rodríguez y José Casais.
En 1939 Flores grabó el disco que más éxito tuvo y el más vendido de la orquesta de Enrique Rodríguez, el vals Tengo mil novias, que también fue registrado, pero con menos suceso, por otras orquestas como la de Francisco Canaro con su cantor Francisco Amor y por Francisco Lomuto con Jorge Omar; en forma inmediata impuso el fox-trot Amor en Budapest y el vals Salud dinero y amor de Rodolfo Sciammarella que, junto con el anterior, lo consagraron definitivamente en el gusto popular, sin perjuicio de otros aciertos como, por ejemplo, el tango Son cosas del bandoneón.
En el período de 1937 a 1939 en que Flores estuvo con Enrique Rodríguez, la orquesta grabó con Odeon 36 temas y El Chato intervino en todos salvo uno. Después que se desvinculó de Rodríguez, reemplazado por Armando Moreno, comenzó en 1940 a grabar como solista para RCA Victor registrando 4 temas:  el tango Nunca es tarde, el pasodoble Puerto de Santa María, de Florián Rey y Juan Mostazo, Sonia y de Oscar Rubens El vals de las gorditas; actuó por Radio Belgrano, hizo una extensa gira por el interior de Argentina, Chile y Uruguay y al volver se incorporó a Radio Argentina, compartiendo la cartelera con los consagrados cantantes Azucena Maizani, Dora Davis, Oscar Alonso y Héctor Palacios.
En 1942, actuó  en la película Gran pensión La Alegría dirigida por Julio Irigoyen producida por Filmadora del Plata, una empresa que se caracterizaba por producir filmes clase “C” de muy bajo presupuesto y poca calidad artística. Para La Razón la película es una "comedia con números musicales" y Manrupe y Portela señalan que es una "película de aspecto teatral: un solo escenario y pocas tomas".
Al año siguiente, grabó lo que fue su último disco con la RCA Victor con dos temas propios: Porque te supe querer y Tristeza marina. Este último tuvo gran repercusión y fue registrado también por otros artistas, como Roberto Rufino con Carlos Di Sarli, Libertad Lamarque, Eduardo Adrián con Francisco Canaro y Alfredo Rojas con José García y sus Zorros Grises. Hasta fines de la década de 1940 actuó en distintas emisoras y en los locales Café Marzotto y El Nacional.
En 1951 hizo una gira por todo el país, incluyendo una  prolongada actuación en la Radio LT2 de Rosario. En agosto de 1955 hizo otra gira, esta vez con Francisco Fiorentino, por las provincias de San Luis, San Juan y Mendoza, que finalizó el 10 de septiembre en el pueblito mendocino de Tres Árboles en un baile a beneficio de la escuela Alfonso Bernal. Al finalizar decidieron volver en auto  a la ciudad de Mendoza pero tomaron un camino equivocado y cuando a baja velocidad cruzaban el puente Tiburcio Benegas sobre el río Tunuyán, el vehículo cayó al lecho del río con tan mala suerte para Fiorentino, el único lesionado, que perdió el conocimiento con el golpe y cayó boca abajo en un charco de agua pereciendo por asfixia.
La muerte de Fiorentino afectó mucho a Flores. En 1956, impulsado por su amigo el cantor Antonio Maida, se presentó en Radio Belgrano junto a la cancionista Rosita Lavalle, en el programa Los Ases. En 1958 participó en la  misma radio, en un ciclo en el que estuvo acompañado por la orquesta estable de la emisora dirigida por Leopoldo Federico y sus últimas actuaciones  fueron un ciclo  por Radio del Pueblo, acompañado por el sexteto dirigido por el pianista Miguel Nijensohn y la grabación de un disco larga duración con el mismo acompañamiento para el sello Magenta, tras lo cual dejó la actividad.
A principios de la década de 1970 Flores se radicó en Medellín, Colombia, donde se casó con una dama de apellido Madrid  y cantó, durante algún tiempo en el local nocturno El Alcázar, ubicado en el barrio Belén y falleció en esa ciudad el 9 de noviembre de 1981.